# Sara Hess
Pour les articles homonymes, voir Sara et Hess.
Sara Hess est une scénariste et productrice américaine.

## Biographie
Sara Hess est principalement connue en tant que scénariste et productrice des séries télévisées Dr House et Orange Is the New Black.

## Vie privée
Le 22 mars 2014 à Sayulita au Mexique, elle s'est mariée à Talia Osteen.

## Filmographie
| année     | titre                   | scénariste  | productrice | notes           |
| --------- | ----------------------- | ----------- | ----------- | --------------- |
| 2005      | Deadwood                | 1 épisode   |             | série télévisée |
| 2005-2012 | Dr House                | 17 épisodes | 90 épisodes | série télévisée |
| 2013-2016 | Orange Is the New Black | 8 épisodes  | 52 épisodes | série télévisée |
| 2022-...  | House of the Dragon     | 2 épisodes  | 10 épisodes | série télévisée |